# Afroditi Frida
Afroditi Frida (Grieks: Αφροδίτη Φρυδά) (Athene, 1964) is een Grieks zangeres.

## Biografie
Frida werd geboren in de Griekse hoofdstad en studeerde aldaar aan het Nationaal Conservatorium. In 1981 start haar muziekcarrière. Veel van haar eerste nummers begeleidt ze zelf op de accordeon. In 1984 nam ze deel aan de Griekse preselectie voor het Eurovisiesongfestival met het nummer Donald Duck. De vakjury was van oordeel dat geen enkel van de nummers voldoende kwalitatief was om af te vaardigen naar het festival. Griekenland bleef dan ook thuis.
Vier jaar later waagde ze opnieuw haar kans in de nationale voorronde, dit keer met het nummer Clown. Ook ditmaal oordeelde de jury dat geen enkel nummer goed genoeg was, maar uiteindelijk koos men toch voor Clown. Zij mocht aldus haar vaderland vertegenwoordigen in de Ierse hoofdstad Dublin. Daar eindigde ze op de zeventiende plaats, op dat moment de slechtste Griekse prestatie uit de geschiedenis.
Een jaar na haar deelname aan het Eurovisiesongfestival brengt ze haar eerste album uit. Ze kon echter nooit grote potten breken in de Griekse muziekwereld. In totaal bracht ze zes albums uit, het laatste daterende van 2006.